# Afhøring
En afhøring er en procedure ved en domstol eller et anden beslutningstagende organ eller en politibetjent. Afhøringen har til formål at skaffe information ved direkte udspørgen af en person under forhold, der er enten delvist eller fuldt kontrolleret af udspørgeren, eller hvor den udspurgte tror, han er under spørgerens kontrol.
Da interview og debriefing er simple metoder til at erhverve informationer fra relativt samarbejdsvillige respondenter, indgår disse ikke under begrebet afhøring, som typisk reserveret til situationer, hvor der indgår mistænkte eller modvillige personer. Afhøring er en kunst, hvormed man ved brug af overtalelse og observation fremkalder sandheden fra den mistænkte via fornuftig argumentation og forståelse uden brug af trusler eller løfter.
| Jura | Spire Denne juraartikel er en spire som bør udbygges. Du er velkommen til at hjælpe Wikipedia ved at udvide den. |